# Hammurabi
|  | No s'ha de confondre amb Hammu-Rabi. |

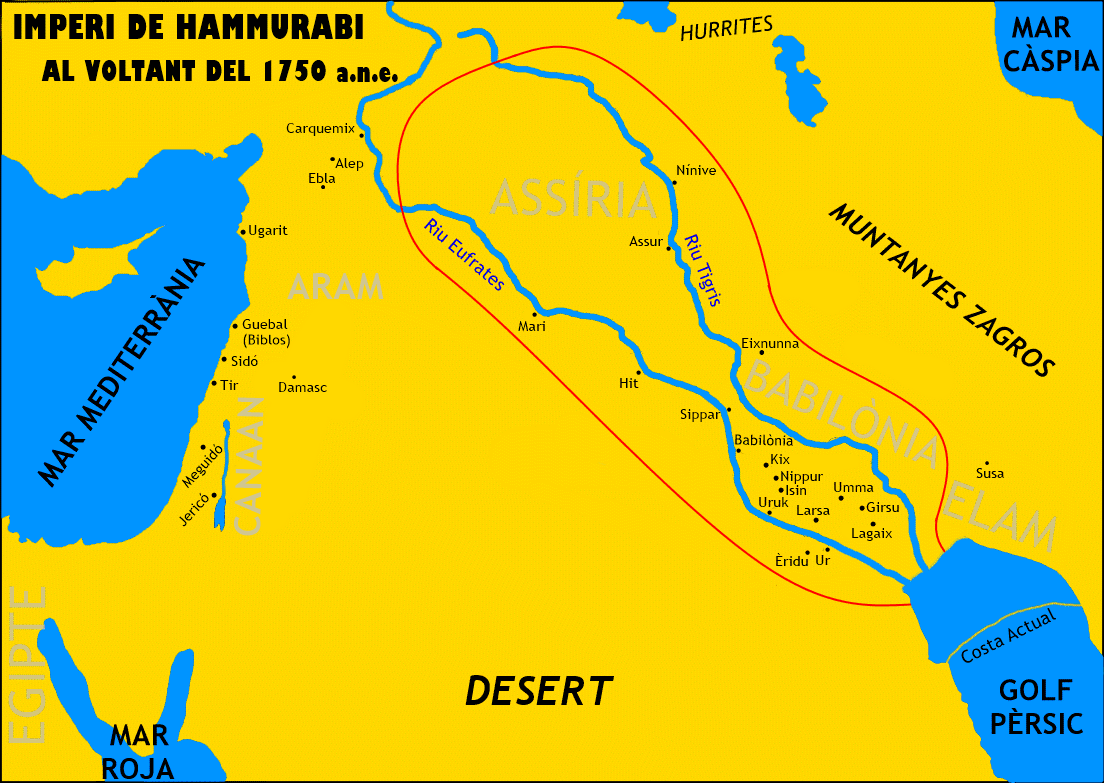
Màxima extensió de l'Imperi de Hammurabi

Hammurabi (en amorrita Ammurapi, 'el Pare que cura') va ser rei de Babilònia, el sisè de la I dinastia, que va regnar entre 1792-1750 aC, segons la cronologia mitjana, o entre 1728-1686 a.n.e., segons la cronologia curta. És famós per haver estat el principal monarca de l'anomenat Imperi Paleobabilònic i per haver elaborat el codi de lleis que porta el seu nom. És un dels reculls legals més antics que es conserven. En aquesta obra es poden llegir més de dues-centes normes per regir la vida quotidiana de Mesopotàmia i dels afers de govern i va ser un model per als juristes posteriors. El codi està escrit en accadi, en una estela que al segle XII aC va constituir el botí de guerra dels elamites i va ser portada a Susa on es va trobar el 1901. Auvi és al Museu del Louvre. A diferència dels codis legals sumeris anteriors, com el Codi d'Ur-Nammu, que s'havia centrat a compensar la víctima del crim, la Llei d'Hammurabi va ser un dels primers codis que va posar més èmfasi en el càstig físic de l'autor. Prescrivia penes específiques per a cada delicte i es troba entre els primers codis a establir la presumpció d'innocència. Tenien la intenció de limitar el que es permetia fer una persona perjudicada com a retribució. El Codi d'Hamurabi i la Llei de Moisès a la Torà contenen nombroses similituds.
Hammurabi va ser vist per molts com un déu durant la seva pròpia vida. Després de la seva mort, Hammurabi va ser venerat com un gran conqueridor que va difondre la civilització i va obligar a tots els pobles a prestar reverència a Marduk, el déu nacional dels babilonis. Més tard, els seus èxits militars es van deixar de destacar i el seu paper com a legislador ideal es va convertir en l'aspecte principal del seu llegat. Per als mesopotàmics posteriors, el regnat d'Hammurabi es va convertir en el marc de referència per a tots els esdeveniments ocorreguts en el passat llunyà. Fins i tot després de l'ensorrament de l'Imperi que va construir, encara era venerat com un governant model, i molts reis del Pròxim Orient el van reclamar com a avantpassat. Hammurabi va ser redescobert pels arqueòlegs a finals del segle xix i des de llavors s'ha vist com una figura important en la història del dret.
Va néixer devers el 1810 aC i va succeir a Sin-Mubal·lit, suposadament el seu pare. Va tenir uns anys pacífics al començament, però cap al 1764 aC es va posar al capdavant d'una coalició amb Elam, Assur (Assíria), els Gutis, Eixnunna i Malgium que el 1763 aC va assetjar i rendir Larsa. Després es va girar contra els seus aliats i va conquerir la regió del Tigris fins Ekallatum que pertanyia a Assur. El 1759 aC va ocupar Mari i Malgium, i probablement Eixnunna. Va entrar en guerra amb Assíria que en general va resultar victoriosa per a Hammurabi, i potser el 1750 aC, quan Hammurabi va morir, controlava com a vassalls els estats següents: Èridu, Ur, Lagaix, Girsu, Zabalam, Larsa, Uruk, Adab, Isin, Nippur, Keshi, Dilbat, Borsippa, Kix, Malgium, Maskham-shapir, Kutha, Sippar, Eixnunna, Mari, Tittul, Assur i Nínive (a part dels estats menors).
Com a llegats del seu regnat estén les millores en el sistema d'irrigació.

## Biografia

### Fons i ascensió

Mapa que mostra el territori babilònic després de l'ascens d'Hammurabi al c. 1792 aC i a la seva mort el c. 1750 aC

Hammurabi va pujar al tron com a rei d'un regne menor enmig d'una complexa situació geopolítica. Hammurabi va ser un rei amorrita de la primera dinastia de la ciutat estat de Babilònia, i va heretar el poder del seu pare, Sin-Mubal·lit, al c. 1792 aC. Babilònia va ser una de les moltes ciutats-estat governades en gran part pels amorites que esquitxaven les planes centrals i meridionals de Mesopotàmia i es van fer la guerra entre elles pel control de les fèrtils terres agrícoles. Encara que moltes cultures van coexistir a Mesopotàmia, la cultura babilònica va guanyar un cert grau de prominència entre les classes alfabetitzades de tot l'Orient Mitjà sota Hammurabi. Els reis que van venir abans que Hammurabi havien fundat una ciutat-estat relativament menor el 1894 aC, que controlava un petit territori fora de la mateixa ciutat. Babilònia va ser eclipsada per regnes més antics, més grans i més poderosos com Elam, Assíria, Isin, Eixnunna i Larsa durant un segle aproximadament després de la seva fundació. Tanmateix, el seu pare Sin-Mubal·lit havia començat a consolidar el domini d'una petita àrea del centre-sud de Mesopotàmia sota el domini babilònic i, en el moment del seu regnat, havia conquerit les ciutats-estat menors de Borsippa, Kix i Sippar.
El poderós regne d'Eixnunna controlava la part superior del riu Tigris mentre que Larsa controlava el delta del riu. A l'est de Mesopotàmia es trobava el poderós regne d'Elam, que regularment envaïa i obligava a tributar els petits estats del sud de Mesopotàmia. Al nord de Mesopotàmia, el rei assiri Xamxi-Adad I, que ja havia heretat colònies assíries centenàries a l'Àsia Menor, havia ampliat el seu territori pel Llevant i la Mesopotàmia central, encara que la seva prematura mort fragmentaria una mica el seu Imperi.

### Regnat i conquestes
Els primers anys del regnat d'Hammurabi van ser força pacífics. Hammurabi va utilitzar el seu poder per emprendre una sèrie d'obres públiques, inclosa l'ampliació de les muralles de la ciutat amb finalitats defensives i l'ampliació dels temples. Al c 1701 aC, el poderós regne d'Elam, que es trobava a cavall d'importants rutes comercials a través de les muntanyes de Zagros, va envair la plana mesopotàmica. Amb aliats entre els estats de la plana, Elam va atacar i destruir el regne d'Eixnunna, destruint diverses ciutats i imposant el seu domini a parts de la plana per primera vegada.

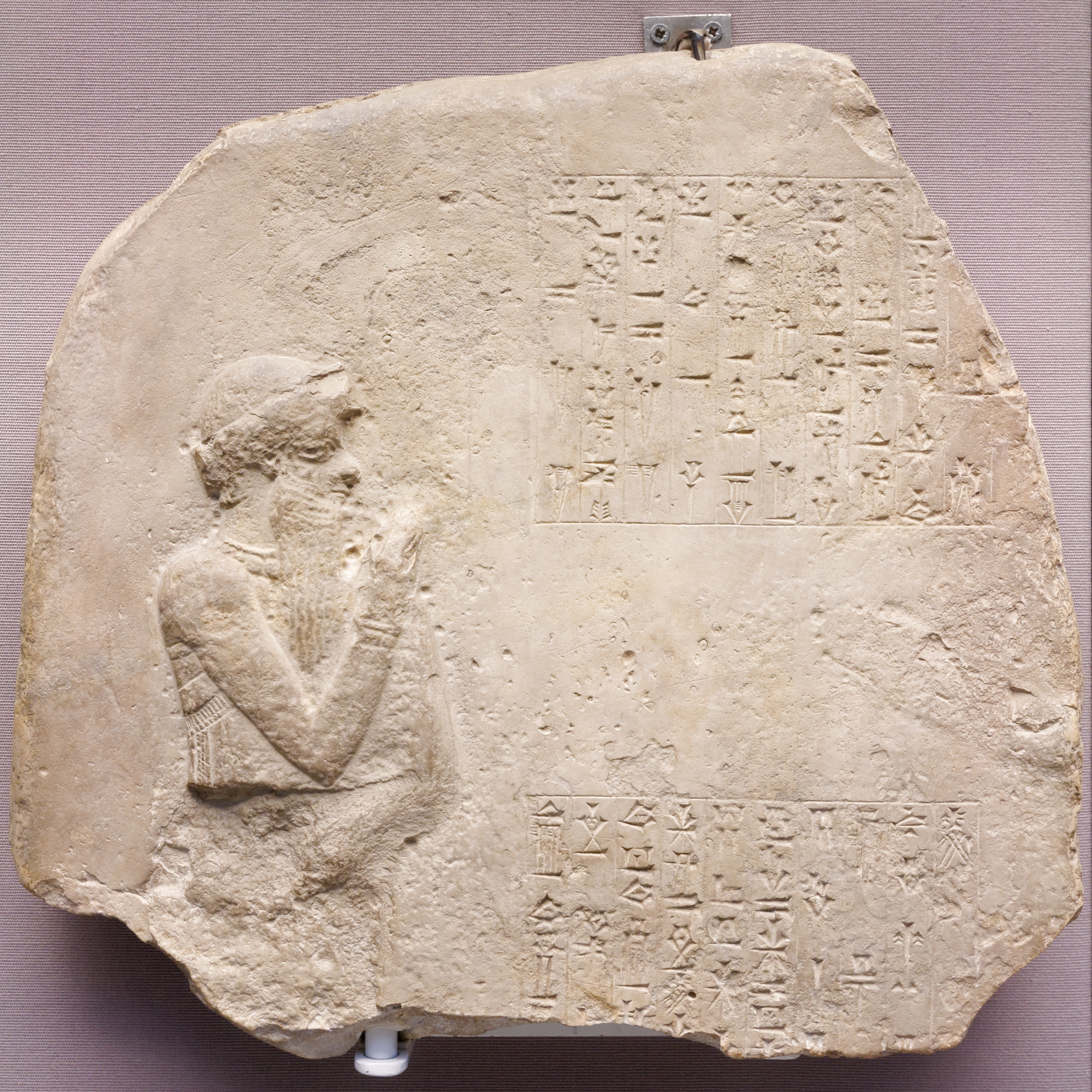
Un monument votiu de pedra calcària de Sippar, Iraq, que data del c. 1792 – c. 1750 aC mostra el rei Hammurabi aixecant el braç dret en adoració, ara es conserva al Museu Britànic

Per tal de consolidar la seva posició, Elam va intentar iniciar una guerra entre el regne babilònic d'Hammurabi i el regne de Larsa. Hammurabi i el rei de Larsa van fer una aliança quan van descobrir aquesta duplicitat i van poder aixafar els elamites, encara que Larsa no va contribuir molt a l'esforç militar. Enfadat pel fracàs de Larsa per venir en la seva ajuda, Hammurabi va activar aquest poder del sud, guanyant així el control de la totalitat de la plana mesopotàmica inferior al c. 1763 aC.
Com que Hammurabi va ser assistit durant la guerra al sud pels seus aliats del nord com Iamkhad i Mari, l'absència de soldats al nord va provocar disturbis. Continuant amb la seva expansió, Hammurabi va dirigir la seva atenció cap al nord, apagant els disturbis. Poc després, va destruir Eixnunna. A continuació, els exèrcits babilònics van conquerir els estats del nord restants, inclòs l'antic aliat de Babilònia, Mari, encara que és possible que la conquesta de Mari fos una rendició sense cap conflicte real.
Hammurabi va entrar en una guerra prolongada amb Ixme-Dagan I d'Assíria pel control de Mesopotàmia, amb els dos reis fent aliances amb estats menors per tal d'aconseguir l'avantatge. Finalment, Hammurabi es va imposar, derrocant a Ishme-Dagan I just abans de la seva pròpia mort, Mut-Aixkur, el nou rei d'Assíria, es va veure obligat a pagar tribut a Hammurabi.
En pocs anys, Hammurabi va aconseguir unir tota Mesopotàmia sota el seu domini. El regne assiri va sobreviure, però es va veure obligat a pagar tribut durant el seu regnat, i de les principals ciutats-estat de la regió, només Iamkhad i Qatna a l'oest al Llevant van mantenir la seva independència. No obstant això, s'ha trobat una estela (monument de pedra) d'Hammurabi fins a Diyarbakir, on reclama el títol de «Rei dels amorreus».
S'han descobert un gran nombre de tauletes de contractes, datades amb els regnats d'Hammurabi i els seus successors, així com 55 de les seves pròpies cartes. Aquestes cartes donen un cop d'ull a les proves diàries de governar un Imperi, des de fer front a les inundacions i obligar a canvis a un calendari defectuós, fins a tenir cura dels enormes ramats de bestiar de Babilònia. Hammurabi va morir i va passar les regnes de l'Imperi al seu fill Samsuilunaŕ al c. 1750 aC, sota el domini del qual l'Imperi babilònic va començar ràpidament a desfer-se.

## Codi de lleis

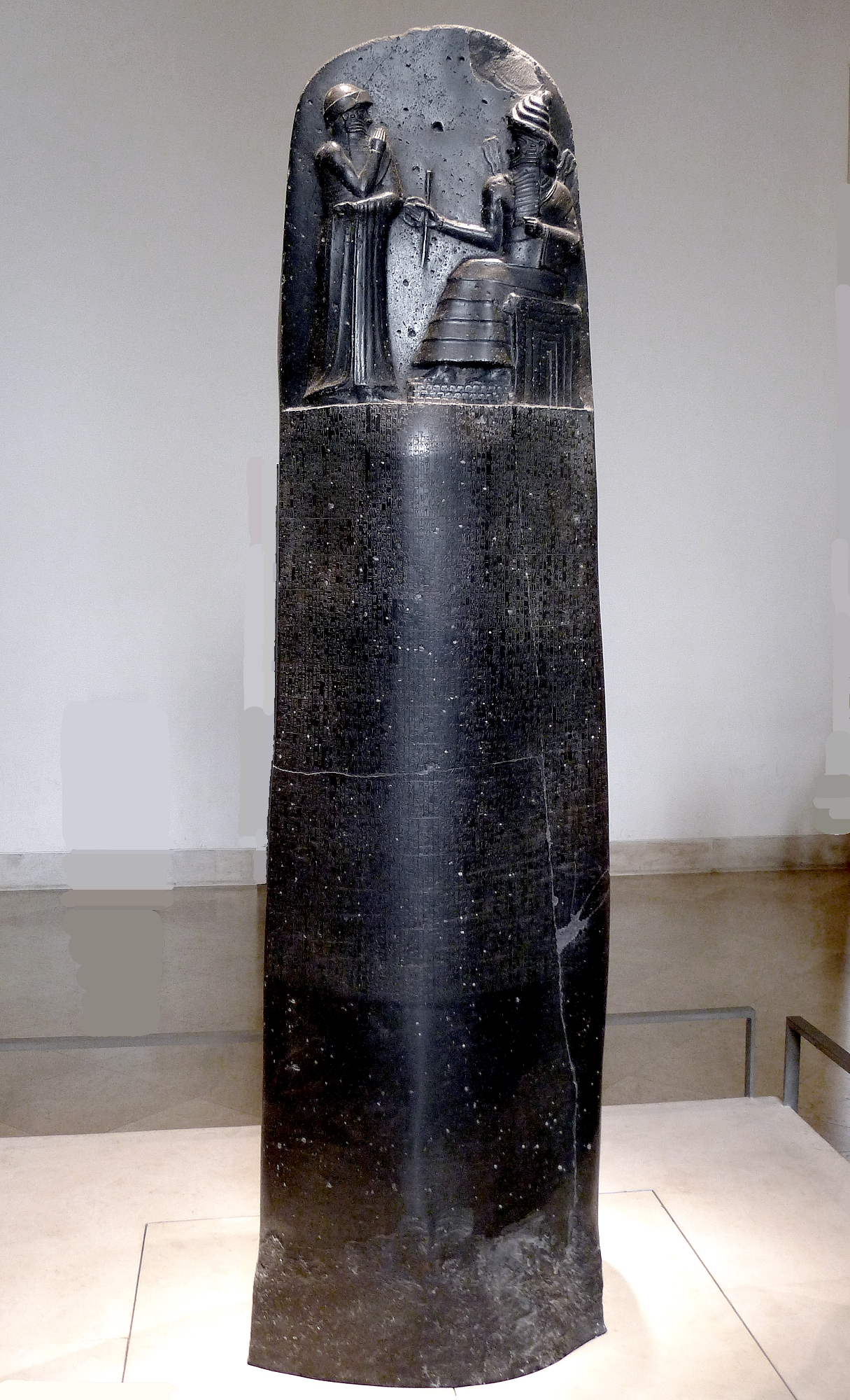
Codi de l'estela de Hammurabi. Museu del Louvre, París

El Codi d'Hammurabi era una col·lecció de 282 lleis que tractaven una àmplia gamma de qüestions. No és el codi de llei més antic que es conserva, però es va demostrar que va tenir més influència en la política mundial i les relacions internacionals, ja que en comptes de centrar-se a compensar la víctima del crim, com en la llei sumèria anterior. El Codi d'Hammurabi es va centrar en el càstig físic de l'autor. També va ser un dels primers codis de llei que va posar restriccions sobre el que es permetia fer una persona perjudicada com a retribució i un dels primers exemples de la idea de presumpció d'innocència, que suggereix que l'acusat i l'acusador tenen l'oportunitat d'aportar proves. L'estructura del codi és molt específica, i cada delicte rep un càstig específic. Molts delictes van provocar la mort, la desfiguració o l'ús de la filosofia «Ull per ull, dent per dent» (Llei del talió «Llei de la represàlia»).
El Codi d'Hammurabi va ser inscrit en una estela i col·locat en un lloc públic perquè tothom el pogués veure, encara que es creu que pocs estaven alfabetitzats. L'estela va ser posteriorment saquejada pels elamites i traslladada a la seva capital, Susa; hi va ser redescoberta l'any 1901 a l'Iran i ara es troba al Museu del Louvre de París. El codi d'Hammurabi conté 282 lleis, escrites per escribes en 12 tauletes. A diferència de les lleis anteriors, estava escrit en accadi, la llengua quotidiana de Babilònia i, per tant, podia ser llegit per qualsevol persona alfabetitzada de la ciutat. En aquesta època, l'accadi va substituir el sumeri, i Hammurabi va iniciar reformes lingüístiques que convertirien l'accadi en la llengua més comuna en aquesta època. Una talla a la part superior de l'estela representa a Hammurabi rebent les lleis de Shamash, el déu babilònic de la justícia, i el prefaci afirma que Hammurabi va ser escollit per Shamash per portar les lleis al poble.

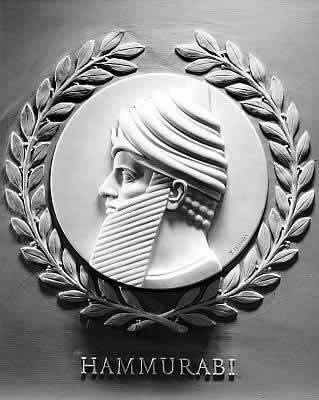
Baix relleu d'Hammurabi al Congrés dels EUA

A causa de la reputació d'Hammurabi com a legislador, la seva representació es pot trobar en edificis de lleis a tot el món. Hammurabi és un dels 23 legisladors representats en baixos relleus de marbre a la cambra de la Cambra de Representants dels Estats Units al Capitoli dels Estats Units. Un fris d’Adolph Weinman que representa els «grans legisladors de la història», inclòs Hammurabi, es troba a la paret sud de l’edifici del Tribunal Suprem dels EUA.

## Llegat

### Commemoració pòstuma

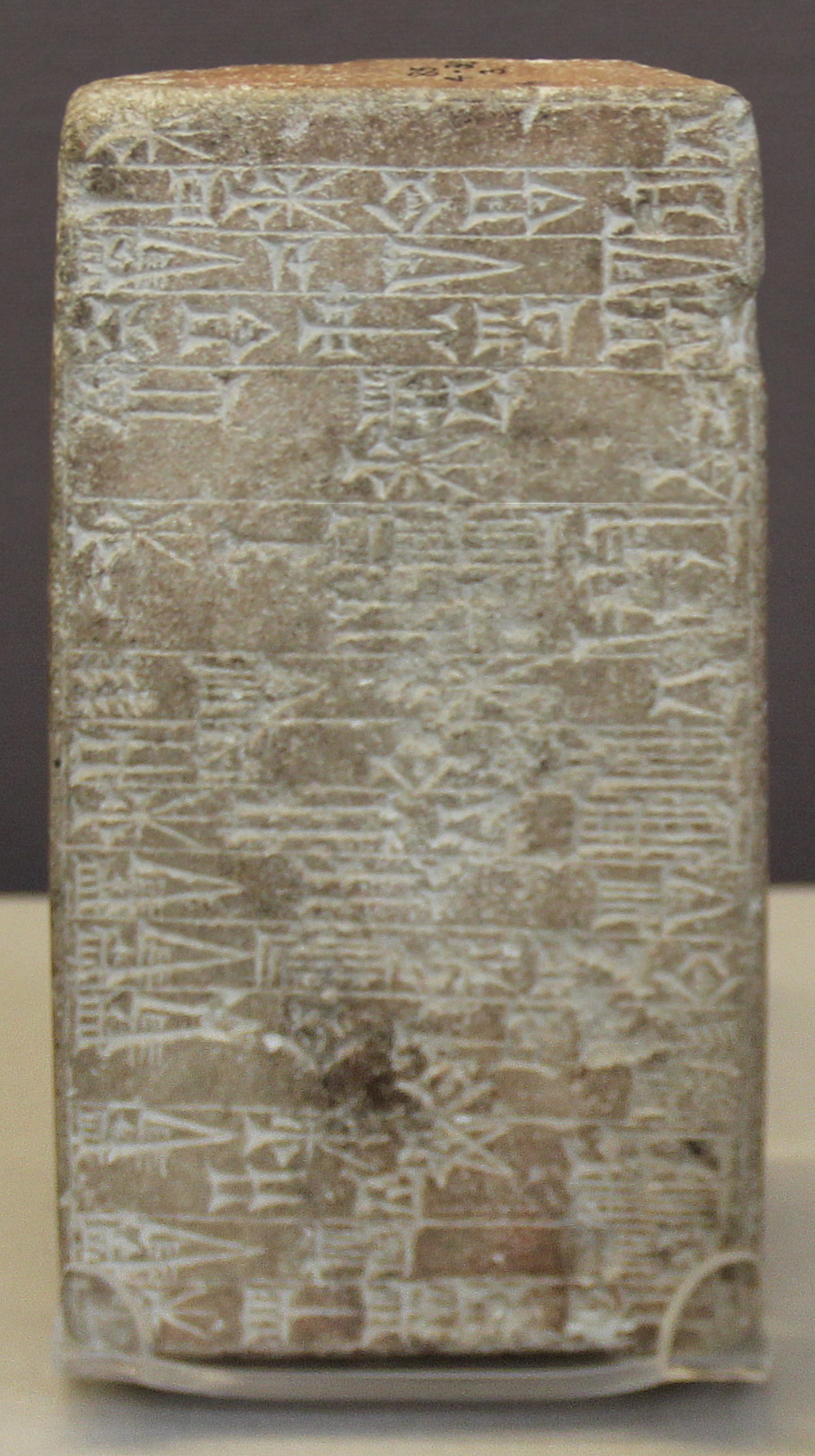
Tauleta d'Hammurabi (𒄩𒄠𒈬𒊏𒁉, 4a línia des de dalt), rei de Babilònia. Museu Britànic.

Hammurabi va ser honrat per sobre de tots els altres reis del segon mil·lenni aC i va rebre l'únic honor de ser declarat déu durant la seva pròpia vida. El nom personal «Hammurabi-ili» que significa «Hammurabi és el meu déu» es va fer comú durant i després del seu regnat. En els escrits de poc després de la seva mort, Hammurabi es commemora principalment per tres èxits: aconseguir la victòria a la guerra, portar la pau i fer justícia. Les conquestes d'Hammurabi van arribar a ser considerades com a part d'una missió sagrada per estendre la civilització a totes les nacions. Una estela d'Ur el glorifica amb la seva pròpia veu com un poderós governant que obliga el mal a sotmetre's i obliga a tots els pobles a adorar Marduk. L'estela declara: «Els pobles d'Elam, Gutium, Subartu i Tukrish, les muntanyes dels quals són llunyanes i les llengües de les quals són obscures, els vaig posar a la mà [de Marduk]. Jo mateix vaig continuar aclarint les seves ments confuses». Un himne posterior també escrit amb la pròpia veu d'Hammurabi l'exalta com una força poderosa i sobrenatural per a Marduk:
| « | Jo sóc el rei, el cordó que agafa els malfactors, que fa que les persones tinguin una mateixa ment, Sóc el gran drac entre els reis, que llança els seus consells en desordre, Sóc la xarxa que s'estén sobre l'enemic, Sóc l'inspirador de por, que, en aixecar els seus ulls ferotges, condemna a mort el desobedient, Sóc la gran xarxa que cobreix la mala intenció, Sóc el lleó jove, que trenca xarxes i ceptes, Sóc la xarxa de batalla que atrapa a qui m'ofen . | » |

Després d'exaltar els èxits militars d'Hammurabi, l'himne finalment declara: «Soc Hammurabi, el rei de la justícia». En commemoracions posteriors, el paper d'Hammurabi com a gran legislador es va posar èmfasi per sobre de tots els seus altres èxits i els seus assoliments militars van ser menystinguts. El regnat d'Hammurabi es va convertir en el punt de referència de tots els esdeveniments del passat llunyà. Un himne a la deessa Ishtar, el llenguatge de la qual suggereix que va ser escrit durant el regnat d'Ammisaduqa, el quart successor d'Hammurabi, declara: «El rei que va escoltar per primer cop aquesta cançó com a cançó del teu heroisme és Hammurabi. Aquesta cançó per a tu va ser composta durant el seu regnat. Que se li doni la vida per sempre!» Durant segles després de la seva mort, els escribes van continuar copiant les lleis d'Hammurabi com a part dels seus exercicis d'escriptura i fins i tot van ser traduïdes parcialment al sumeri.

### El llegat polític
Durant el regnat d'Hammurabi, Babilònia va usurpar la posició de «ciutat més santa» al sud de Mesopotàmia del seu predecessor, Nippur. Sota el govern del successor d'Hammurabi, Samsuiluna, l'Imperi babilònic de curta durada va començar a col·lapsar-se. Al nord de Mesopotàmia, tant els amorreus com els babilonis van ser expulsats d'Assíria per Puzur-Sin, un governant natiu que parlava accadi, c. 1740 aC. Al voltant de la mateixa època, els parlants nadius accadis van descartar el domini babilònic amorreu a l'extrem sud de Mesopotàmia, creant la I Dinastia del País de la Mar, més o menys a la regió de l'antiga Sumer. Els successors ineficaços d'Hammurabi es van trobar amb noves derrotes i pèrdues de territori a mans de reis assiris com Adasi i Bel-ibni, així com de la dinastia del País de la Mar al sud, Elam a l'est i als cassites des del nord-est. Així, Babilònia es va reduir ràpidament al petit i menor estat que havia estat abans de la seva fundació.
El cop de gràcia per a la dinastia amorrita d'Hammurabi es va produir l'any 1595 aC, quan Babilònia va ser saquejada i conquerida pel poderós Imperi hitita, acabant així amb tota la presència política amorrita a Mesopotàmia. No obstant això, els hitites de parla indoeuropea no es van quedar, entregant Babilònia als seus aliats cassites, un poble que parlava una llengua aïllada, de la regió de les muntanyes de Zagros. Aquesta dinastia Kassite va governar Babilònia durant més de 400 anys i va adoptar molts aspectes de la cultura babilònica, inclòs el codi de lleis d'Hammurabi. Fins i tot després de la caiguda de la dinastia amorrita, però, Hammurabi encara era recordat i venerat. Quan el rei elamita Sutruk-Nakhunte va assaltar Babilònia l'any 1158 aC i es va emportar molts monuments de pedra, va fer esborrar la majoria de les inscripcions d'aquests monuments i es van gravar-hi noves inscripcions. A l'estela que conté les lleis d'Hammurabi, tanmateix, només es van esborrar quatre o cinc columnes i mai no es va afegir cap inscripció nova. Més de mil anys després de la mort d'Hammurabi, els reis de Shuhi, una terra al llarg del riu Eufrates, just al nord-oest de Babilònia, el van reclamar com el seu avantpassat.

### Relació amb figures bíbliques i llei mosaica
A finals del segle xix, el Codi d'Hammurabi es va convertir en un important centre de debat en la polèmica Babel und Bibel («Babilònia i Bíblia») a Alemanya sobre la relació entre la Bíblia i els antics textos babilònics. El gener de 1902, l'assiriòleg alemany Friedrich Delitzsch va donar una conferència a la Sing-Akademie zu Berlin davant del Kàiser i la seva dona, en la qual va argumentar que les lleis mosaics de l'Antic Testament estaven directament copiades del Codi d'Hammurabi. La conferència de Delitzsch va ser tan controvertida que, el setembre de 1903, havia aconseguit recollir 1.350 articles breus de diaris i revistes, més de 300 més llargs i vint-i-vuit fulletons, tots escrits en resposta a aquesta conferència, així com en l'anterior sobre la història del Diluvi a l’Èpica de Gilgamesh. Aquests articles van ser aclaparadorament crítics amb Delitzsch. El Kaiser es va distanciar de Delitzsch i de les seves opinions radicals i, a la tardor de 1904, Delitzsch es va veure obligat a donar la seva tercera conferència a Colònia i Frankfurt del Main en lloc de Berlín. La relació putativa entre la Llei mosaica i el Codi d'Hammurabi es va convertir més tard en una part important de l'argument de Delitzsch en el seu llibre Die große Täuschung (El gran engany) de 1920-1921 que la Bíblia hebrea estava irremeiablement contaminada per la influència babilònica i que només eliminant completament l'Antic Testament humà, els cristians podrien creure finalment en el veritable missatge ari del Nou Testament. A principis del segle xx, molts estudiosos creien que Hammurabi era Amraphel, el rei de Shinar al Llibre de Gènesi 14:1. Aquesta visió ara ha estat rebutjada en gran manera, i l'existència d'Amraphael no està atestada en cap escrit de fora de la Bíblia.
Els paral·lels entre aquesta narració i el lliurament del Codi de l'Aliança a Moisès per part de Jahvè al cim del mont Sinaí al Llibre Bíblic de l'Èxode i les semblances entre els dos codis legals suggereixen un avantpassat comú en el rerefons semític dels dos. No obstant això, s'han trobat fragments de codis de llei anteriors i és poc probable que les lleis mosaiques s'inspiressin directament en el Codi d'Hammurabi. David P. Wright argumenta que el Codi del Pacte Jueu es basa «directament, principalment i per tot arreu» en les Lleis d'Hammurabi. L'any 2010, un equip d'arqueòlegs de Universitat Hebrea de Jerusalem va descobrir una tauleta cuneiforme que datava del segle xx o segle xvii aC a Hassor, a Israel, que contenia lleis clarament derivades del Codi d'Hammurabi.